# Ваня жив
«Ваня жив» — пьеса российского драматурга Наталии Лизоркиной, написанная в марте 2022 года. Произведение рассказывает историю матери пленного русского солдата, которая противостоит государственной пропаганде и лжи в условиях тоталитарного режима. По мнению театральных экспертов, эта пьеса стала одним из важнейших произведений русскоязычной драматургии, созданных после начала полномасштабного вторжения России на Украину в 2022 году.

### Сюжет
Действие пьесы сосредоточено на матери русского солдата, взятого в плен во время военных действий. В условиях пропаганды и тотального контроля женщина стремится узнать правду о судьбе своего сына.

### Международное признание
- В 2024 году пьеса «Ваня жив» получила звание лауреата Международного конкурса драматургии Eurodram 2024[5].
- Опубликована издательством Auditoria в Тбилиси в 2024 году[6], а также на сайте интернет-издания Meduza[7].
- Вошла в сборники:
  - «Nein! Russische Stimmen gegen den Krieg», немецкое издательство Rowohlt[8].
  - Французский сборник драматургии «Любимовка 2022: Эхо эха», издательство Sampizdat[9].
  - Русский сборник «5 пьес о войне», издательство Freedom Letters[10].
  - Седьмой номер антивоенного вестника ROAR[11].

Переведена на английский, французский, немецкий, испанский, польский, сербский, финский и грузинский языки.

### Постановки
- Премьера состоялась на Эдинбургском фестивале Fringe в 2023 году (режиссёр Иванка Польченко, актёр Николай Мулаков)[2].
- 4 октября 2023 года пьеса была представлена в Pushkin House[12], Лондон.
- С 21 по 28 января 2024 года спектакль шёл в Camden People’s Theatre[13], Лондон.
- 18 и 19 сентября 2024 года постановка была показана в Delphi Theater[14], Берлин.
- Татьяна Лазарева участвовала в читке пьесы на фестивале «Эхо Любимовки» в Гранаде в 2023 году[15], а также играла в моноспектакле «Ваня жив» в Израиле в 2023 году[16].

### Другие работы и деятельность автора
С 2024 года Лизоркина занимает должность арт-директора независимого фестиваля современной драматургии «Любимовка».